# Osiek Mały
Osiek Mały is een dorp in het Poolse woiwodschap Groot-Polen, in het district Kolski. De plaats maakt deel uit van de gemeente Osiek Mały en telt 480 inwoners.